# Sedum dielsii
Sedum dielsii är en fetbladsväxtart som beskrevs av R.-hamet. Sedum dielsii ingår i Fetknoppssläktet som ingår i familjen fetbladsväxter. Inga underarter finns listade i Catalogue of Life.